# Citonice - rybník Skalka
Citonice - rybník Skalka este o arie protejată (sit de importanță comunitară — SCI) din Republica Cehă întinsă pe o suprafață de 5,29 ha, integral pe uscat.

## Localizare
Centrul sitului Citonice - rybník Skalka este situat la coordonatele 48°52′36″N 15°57′27″E / 48.876667°N 15.9575°E.

## Înființare
Situl Citonice - rybník Skalka a fost declarat sit de importanță comunitară în aprilie 2005 pentru a proteja 1 specie de animale.

## Biodiversitate
Situată în ecoregiunea continentală, aria protejată nu include niciun habitat protejat.
La baza desemnării sitului se află o specie protejată de  amfibieni: Triturus carnifex.